# Kościół Świętej Trójcy w Sulęczynie
Kościół Świętej Trójcy – rzymskokatolicki kościół parafialny należący do parafii pod tym samym wezwaniem (dekanat Stężyca diecezji pelplińskiej).
Jest to świątynia neogotycka wybudowana w latach 1872-74, na miejscu zniszczonej przez pożar w 1873 roku drewnianej budowli z 1616 roku. Jest to budowla orientowana, jednonawowa, posiadająca zwartą, kubiczną bryłę, z masywnymi murami wykonanymi z kamieni polnych układanych warstwami wyrównywanymi gruzem ceglanym, zespolonymi zaprawą wapienną z oblicówką ze spoinowanych ciosów granitowych. Kruchta zachodnia i detal – obramowania otworów okiennych i drzwiowych oraz fryz podokapowy zostały wykonane z czerwonej licówki. Prezbiterium ma kształt wieloboku i posiada zakrystię wzniesioną na planie kwadratu od strony południowej. Pod prezbiterium jest umieszczona niedostępna krypta grobowa. Korpus nawowy nakryty jest dwuspadowym dachem, z kolei niższe prezbiterium nakrywa dach namiotowy. Dachy pokryte są dachówką. W kalenicy jest umieszczona smukła sygnaturka posiadająca ażurowe, ostrołukowe arkady, licowana jest blachą miedzianą oraz zwieńczona złotą kulą ze sterczyną. Elewacja posiada prostą budowę i ujednolicony wystrój. W polu otworów okiennych są umieszczone ostrołukowe, witrażowe biforia z rozetą w zakończeniu. We wnętrzu można zobaczyć elementy pierwotnego wyposażenia. Nad prezbiterium jest umieszczone ceglane sklepienie gwieździste z okrągłym zwornikiem z podobizną Ducha Świętego, w nawie z kolei znajduje się fragment barwnej polichromii z podobizną aniołów trzymających szarfę z inskrypcją „Niech Bóg będzie uwielbiony w swoich aniołach i swoich świętych”. Drewniany chór jest podparty drewnianymi słupami i posiada balustradę z prostymi tralkami. Zachowała się oryginalna stolarka drzwiowa (oprócz
drzwi frontowych), zawiasy, okucia zamków i klamki, dwubarwna posadzka wykonana z terakoty, szafy znajdujące się w zakrystii. We wnętrzu podziwiać można barokowe ołtarze wykonane w I połowie XVIII wieku oraz neogotyckie organy powstałe w 2 połowie XIX wieku.